# حفوز
حفوز (به عربی: حفوز) یک منطقهٔ مسکونی در تونس است که در استان قیروان واقع شده‌است. حفوز ۸٬۴۷۲ نفر جمعیت دارد.